# Tonino Carino
Tonino Carino (Offida, 31 luglio 1944 – Ancona, 8 marzo 2010) è stato un giornalista e personaggio televisivo italiano, noto per la sua partecipazione a popolari programmi televisivi di genere sportivo.

## Biografia
Ha iniziato a scrivere per Il Resto del Carlino nel 1969, per poi passare nel 1971 al Corriere Adriatico. Dal 1976 ha lavorato per la sede regionale della Rai di Ancona. A partire dal campionato di Serie A 1975-1976 iniziò a collaborare con 90º minuto, entrando così a far parte di quel gruppo di cronisti di provincia resi celebri dalle imprese calcistiche delle squadre locali: Emanuele Giacoia da Catanzaro, l'avvocato Italo Kuhne e Luigi Necco che si alternavano tra Napoli e Avellino, Antonio Capitta e Luigi Coppola da Cagliari, Ferruccio Gard da Verona, Lamberto Sposini da Perugia, Puccio Corona da Catania, Maurizio Calligaris da Udine, Giorgio Bubba e Alfredo Liguori da Genova, Mario Santarelli da Pescara, Marcello Giannini da Firenze, Gianni Vasino da Milano, Beppe Barletti e Cesare Castellotti da Torino.
Per quella trasmissione commentò le partite dell'Ascoli (celebre la sua frase ...qui Tonino Carino da Ascoli che usava per la sua presentazione in una pronuncia quasi tutta d'un fiato) e saltuariamente di altre squadre, fino a divenire uno dei volti più popolari della trasmissione anche a causa delle sue difficoltà nel pronunciare i nomi dei calciatori stranieri. Nel 1985 ha interpretato sé stesso nel film Mezzo destro mezzo sinistro - 2 calciatori senza pallone. Dalla fine degli anni novanta ha partecipato ad alcune edizioni di Quelli che il calcio, facendovi ritorno nel 2005.
Nel 2002, in veste di inviato, ha seguito il Giro d'Italia. Dal 2002 al 2003 è stato, insieme alla giornalista Milena Minutoli, inviato della trasmissione pomeridiana Casa Raiuno, condotta da Massimo Giletti con Cristiano Malgioglio e Antonella Mosetti. Nel 2004 ha partecipato, assieme a Nino Benvenuti, alla trasmissione Italia che vai, condotta da Ilaria D'Amico. La sua ultima apparizione risale al 2008, nel programma di FX 80º minuto.
È morto l'8 marzo 2010 in casa sua ad Ancona all'età di 65 anni, a causa di un tumore al colon che gli era stato diagnosticato nel 2009. Riposa nel cimitero di Ascoli Piceno, di fronte alla cappella dell'ex presidente dell'Ascoli Costantino Rozzi.

## Parodie
- Nel 2000 l'attore Diego Abatantuono ha impersonato il giornalista, nei panni di Tonino Tonnato. Nel suo nuovo ruolo di giornalista-umorista, Tonino Carino non sopportava questo strano personaggio e si arrabbiò con Abatantuono, dicendo che non doveva accompagnare la mitica sigla di 90º minuto facendo i versi con la bocca.
- Quando era corrispondente di 90º minuto, il Trio Solenghi-Lopez-Marchesini ne fece una parodia. Il giornalista, imitato da Tullio Solenghi, compariva vestito da infante e recitava una filastrocca il cui testo era: "Sono Tonino, sono Carino, sono la gioia di mammà. Se mi sporco il vestitino, il papà mi fa cià-cià!".[6]
- Celebre fu il tormentone di Ezio Greggio a Drive In: "È lui, o non è lui? Cerrrrrrrto che è lui! Tonino Carino da Ascoli".[6]